# Савадеркіно
Саваде́ркіно (рос. Савадеркино, чув. Саватер) — присілок у складі Шумерлинського району Чувашії, Росія. Входить до складу Єгоркинського сільського поселення.
Населення — 166 осіб (2010; 269 у 2002).
Національний склад:
- чуваші — 100 %